# Anna Peters
Anna Peters (Mannheim, 28 de febrer de 1843 – Stuttgart, 26 de juny de 1926) era una pintora alemanya que va destacar per les seves pintures de flors i paisatges. Vinculada a entitats de reivindicació del reconeixement social de les dones pintores a Alemanya, es considera la primera dona alemanya que va poder viure de la seva producció artística.

## Biografia

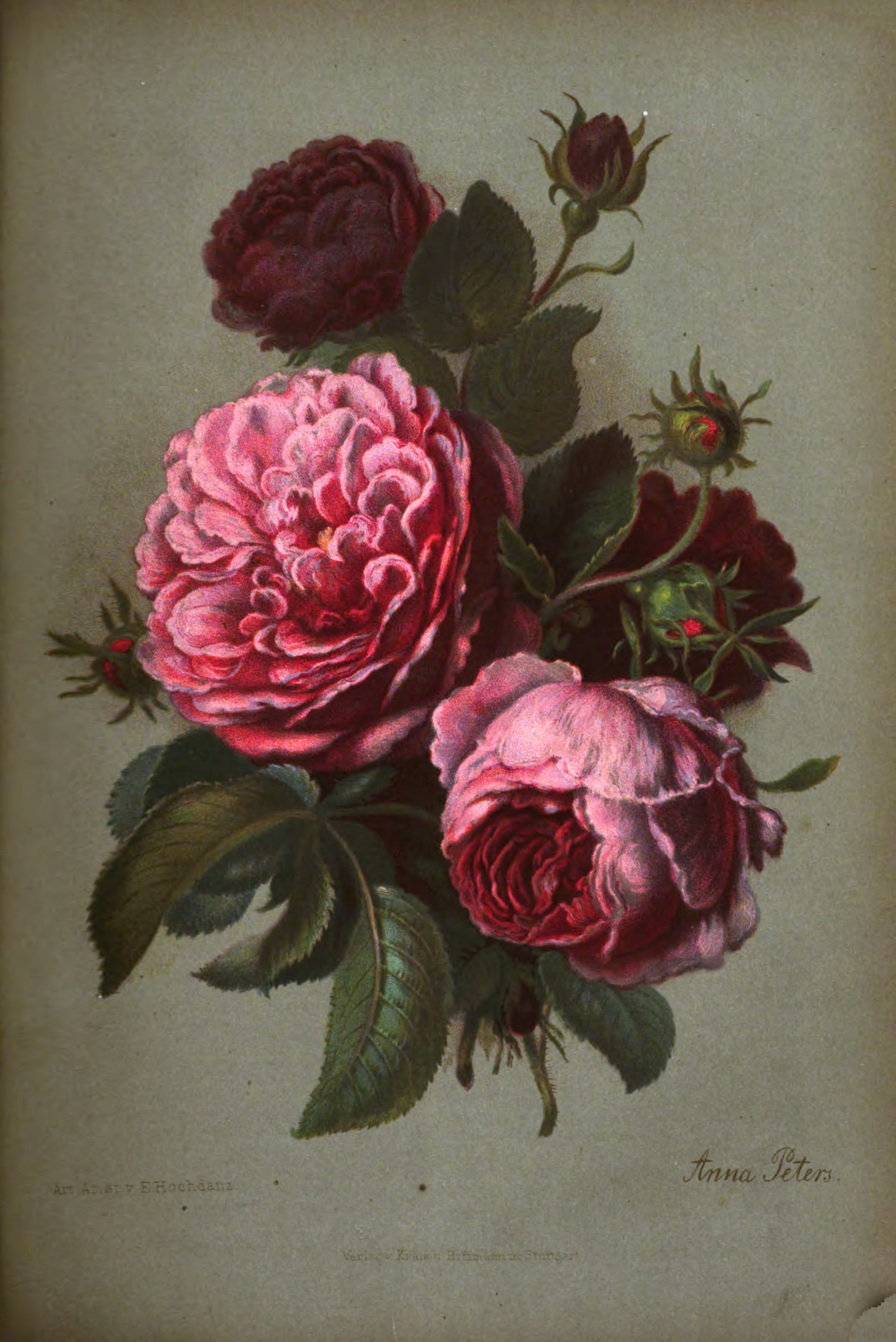
Roses

Peters va néixer a Mannheim el 28 de febrer de 1843, filla del pintor de paisatge holandès Pieter Francis Peters (1818-1903) i de la seva muller Heinrike Gertrude Mali (morta el 1884). El seu avi havia treballat com a pintor de vidre a Nijmegen. La seva mare era germana de Christian Mali, pintor de flora i fauna de l'escola de Múnic. L'any 1845 la família es va traslladar a Stuttgart, on Peters va viure amb les seves germanes, Pietronella Peters (1848-1924) i Ida Peters. Pietronella va aconseguir èxit com a pintora de gènere. Anna va romandre sense casar-se.
Peters va ser la primera dona alemanya capaç de viure de la venda de les seves pintures. Durant els mesos d'estiu regularment va visitar Schloss Köngen, cap al sud-est de Stuttgart, on ella i les seves germanes van tenir un estudi on podien desenvolupar les seves habilitats artístiques. Les seves feines inclouen dibuixos, aquarel·les i pintures a l'oli—la seva primera fotografia coneguda està datada al 1860. Peters va començar produint pintures de flor i paisatges de poble. A Schloss Köngen, va conèixer Christian Mali i el seu amic l'artista Anton Braith. El focus de la seva feina va seguir sent principalment la pintura de flors i plantes en l'estil holandès tradicional. Consistien sobretot en rams amb herbes i branquetes, ocasionalment amb insectes. Va produir diversos paisatges, unes quantes fotografies de nens, i va afegir decoracions a castells reials a Stuttgart i Friedrichshafen. Va guanyar medalles per la seva feina els anys 1873, 1874, 1876, i 1877. A finals de la dècada dels noranta el seu estil va anar esdevenint cada cop més impressionista.
L'any 1892 va participar en la Exposición Internacional de Bellas Artes de Madrid, amb l'oli Lilas, en la qual va obtenir una menció honorífica. Dos anys més tard, va formar part de la Segona exposició general de Belles Arts de Barcelona, que es va fer al Palau de Belles Arts, i on va presentar els olis Lilas i Fleurs d'automne. Segons el catàleg d'aquesta darrera, anteriorment havia obtingut també diversos guardons en les exposicions d'art Viena, Múnic i Amberes, i en aquell moment residia a Stuttgart.

Després de 1896 va participar regularment en exposicions a Berlín, Múnic, Dresden i Viena. El 1900 va pintar Schloss Köngen.

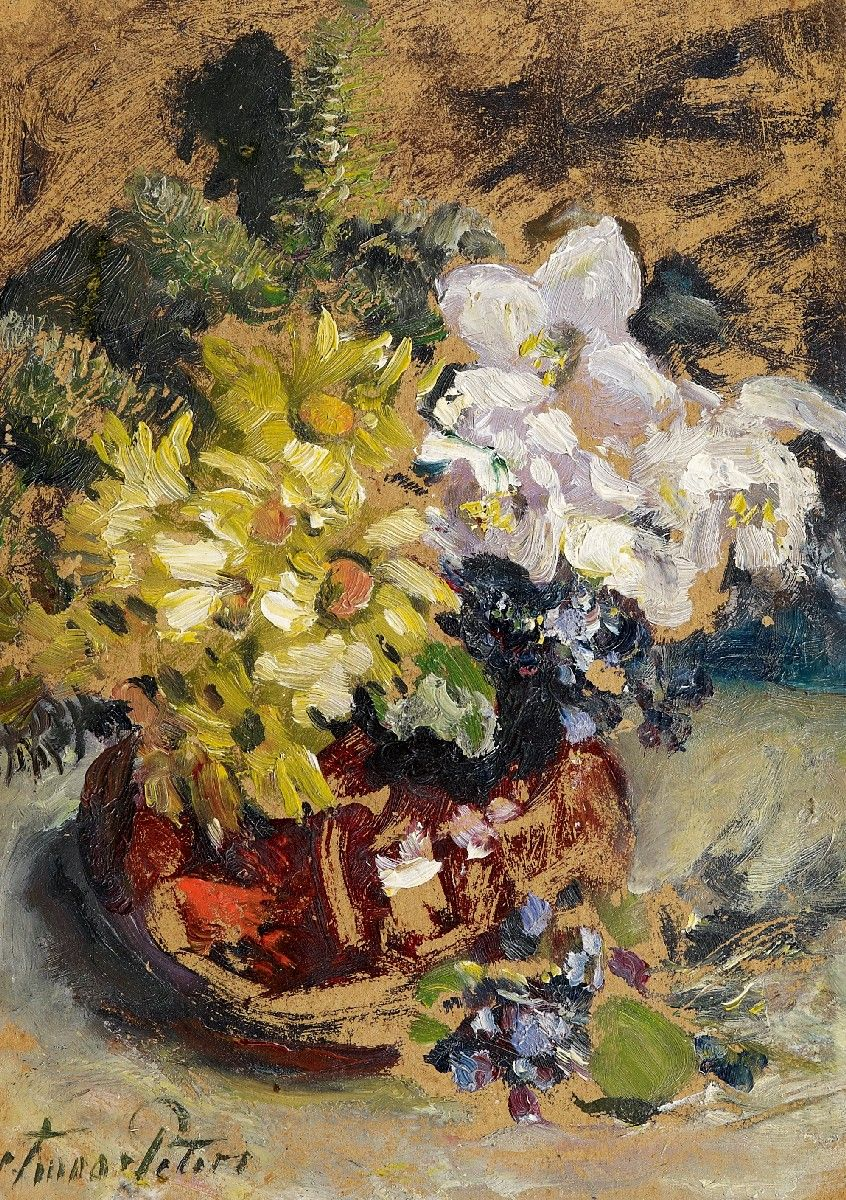
Natura morta floral

Peters era membre de l'associació política estatal de dones artistes de Berlín (Berliner Künstlerinnen) de 1880. Va ser co-fundadora de l'associació de pintors de Württemberg, la qual va presidir de 1893 a 1902 i de 1904 a 1919. També va organitzar exposicions i esdeveniments socials, buscant vèncer algunes de les reserves sobre les dones pintores del seu temps i fent campanya pel seu reconeixement social.
Des del 1912 i fins als darrers anys de la seva vida va viure amb les seves germanes a la seva casa de Stuttgart-Sonnenberg, on va morir el 26 de juny de 1926.
Les col·leccions de pintura de l'estat de Baviera conserven una pintura de flors silvestres d'Anna Peters i els Museus Estatals de Berlin dues miniatures. Igualment, es pot trobar una natura morta amb flors a la Royal Collection del Regne Unit.